# Kestnergesellschaft
Kestnergesellschaft es un centro de arte moderno situado en Hannover. La asociación se distingue del Museo Kestner, también domiciliado en Hannover

## Historia
Fundación en 1916 y primer año
El centro Kestnergesellschaft fue fundado el 10 de junio de 1916, en un momento económico muy difícil y durante la Primera Guerra Mundial. Su fundación se realizó durante la secesión de Hanóver para estimular la vida artística en la ciudad. El motivo de la fundación se debió al escaso ambiente cultural de la provincia de Hanóver, en la cual el presidente evitaba cualquier posibilidad de exposición alternativa. Sobre la base de todo esto, el director del Museo Kestner y el director de la galería municipal Brinckmann junto con su asistente Paul Erich Küppers y el director de la Escuela de Bellas Artes William Debschitz decidieron fundar un nuevo centro. El interés que tenían era recoger las obras de artistas internacionales en la ciudad de Hanóver. A la fundación pertenecían, Hermann Bahlsen, August Madsack y Fritz Beindorff y también el pintor Maler Wilhelm von Debschitz. En la primera exposición se exhibieron las pinturas de Max Liebermann. Bajo la dirección de Eckart von Sydow, el nuevo director, expuso obra de El Lissitzky en el año 1923. En el mismo año, se publicaron cinco carpetas de Karl Schmidt-Rottluff, Max Kaus, Martel Schwichtenberg, Willy Robert Huth y László Moholy-Nagy. El centro tuvo su florecimiento como precursor de arte moderno bajo la dirección de Alexander Dorner y Justus Bier.
Cierre en 1936
En el año 1936 los nazis presionaron en el despido de Justus Bier debido a su procedencia judía. La junta directiva de Kestnergesellschaft decidió cerrar el centro.
Nueva fundación en Warmbüchenstraße 1948
En 1948 se volvió a fundar Kestnergesellschaft en la calle Warmbüchenstraße. Por aquel entonces Alfred Hentzen tomó el cargo de director, y seguidamente, lo fue Werner Schmalenbach.
Los colaboradores fueron entre otros Hermann Bahlsen, Wilhelm Stichweh, Bernhard Sprengel y Günther Beindorff, director de Pelikan-Werke. Desde 1963 hasta 1973 fue Wieland Schmied el director del centro y a partir de 1974, Carl Hänlein. Bajo su dirección, el centro se trasladó en 1997 a la calle Groseriede.
Goseriede 1997
En 1997 el centro Kestner se trasladó, después de la remodelación de la antigua piscina, a la calle Groseriede situada en el barrio de Steintor. La piscina había sido construida por el inspector de obras públicas y los miembros posteriores del Parlamento Provincial Carl Wolff. En 1990 la editorial Madsack adquirió el edificio y ofreció una parte al centro Kestnergesellschaft.
En 2002, Veit Görner fue nombrado director. Anteriormente había estado trabajando como comisario en el museo de arte de Wolfsburg. kestnergesellschaft cuenta con 4000 clientes (2005) y es uno de los centros con más renombre en Alemania. En el año 2005 se realizó una de las exposiciones más espectaculares en el centro, de la mano del artista español Santiago Sierra, cuya obra llenó las salas de tierra, recordando la construcción del lago Maschsee en Hanóver.

## Crónica
La primera documentación del trabajo de Kestnergesellschaft de la década de los 1960 es obra de Wieland Schmied, y lleva el título "Wegbereiter zur modernen Kunst" (pionero del arte moderno). Actualmente se está realizando la crónica Kestner, una mezcla de investigación histórica en tres volúmenes, de los cuales sólo uno ha sido hasta ahora publicado. Estos volúmenes van acompañados de las ediciones de los artistas expuestos desde el año 1966. Se inició con los trabajos de Anna y Bernhard Blume, Christo, Olav Christopher Jenssen, RB Kitay e Imi Knoebel.
El primer volumen incluye las dos primeras décadas desde el comienzo en 1916 hasta la prohibición oficial de los nazis en 1936. Fue publicado en noviembre de 2006. Contiene un índice de todas las exposiciones, conferencias, eventos y conciertos, y presenta a todas las personas que participaron. El segundo libro incluye la temporada tras la guerra. El tercer volumen está dedicada a Goseriede, el dimicilio actual de kestnergesellschaft.

## Las ediciones de Kestnergesellschaft
Desde 2003 se publican las ediciones de cada exposición. Las fotografías, cuadros y otros trabajos son ofrecidos exclusivamente a sus clientes en ediciones limitadas y a un precio razonable. Además se ofrece la posibilidad de adquirir las obras de importantes artistas contemporáneos.

## Exposiciones en el centro

### Exposiciones hasta 1936
Las exposiciones hasta el año 1936 han sido las siguientes:
- Alt, Theodor 1922
- Arnthal, Eduard 1921
- Arp, Hans 1924
- Caspar, Karl / Caspar, Maria 1916
- Champion, Theo 1925
- Corinth, Lovis 1917, 1928
- Beeh, René 1921
- Barlach, Ernst 1918/1919, 1931
- Beckmann, Max 1918/1919, 1931
- Bieling, H. F. 1922
- Björn, Alf 1925
- Bloch, Albert 1921
- Bondy, W. 1925
- Buchartz, Max 1921, 1923
- Büttner, Erich 1918/1919
- Delbrück 1924
- Dix, Otto 1927
- Dörries, Bernhard 1926
- Düne, Hans 1924
- El Lisitski 1923
- Ensor, James 1927
- Falke ,Adolf 1924
- Feininger, Lyonel 1919, 1924/1925, 1932
- Felixmüller, Conrad 1921
- Fischer-Bayer, Margarete 1925
- Gabo, Naum 1930
- Gerlwh 1922
- Gropius, Walter 1931
- Grosz, George 1921
- Heckel, Erich 1919, 1935
- Heckendorf, Franz 1918
- Heitmüller, August 1921/1922
- Hodler, Ferdinand 1925
- Hölzel, Adolf 1918
- Hofer, Carl 1925, 1927
- Jaeckel, Willy 1916/1917
- Kandinsky, Vasili 1923
- Kayser, Fred 1924
- Klatt 1924
- Klein ,César 1918
- Klee, Paul 1919, 1931
- Kögel, Linda 1924
- Kohlhoff, Wilhelm 1919
- Kokoschka, Oskar 1925
- Kolbe, Georg 1933
- Kollwitz, Käthe 1929
- Krauskopf, Bruno 1919
- Kubin, Alfred 1930
- Lehmbruck, Wilhelm 1920
- Liebermann, Max 1916
- Lubbers, Adrian 1925
- Macke, August 1918, 1925, 1935
- Marcks, Gerhard 1936
- Marc, Franz 1931, 1936
- Masereel, Frans 1926, 1931
- Meidner, Ludwig 1918
- Melzer, Moritz 1920
- Meyer, Gerd 1924
- Modersohn-Becker, Paula 1917, 1922, 1934
- Moholy-Nagy, László 1923
- Morgner, Wilhelm 1922
- Munch, Edvard 1929
- Nauen, Heinrich 1918
- Nolde, Emil 1918, 1922, 1924, 1928, 1934
- Pechstein, Max 1922
- Picasso, Pablo 1932
- Riess 1925
- Renoir 1925
- Rodin 1925
- Roeder, Emy 1922
- Röhricht, Wolf 1921
- Rohlfs, Christian 1919, 1924, 1930, 1936
- Scharl, Josef 1933
- Schlemmer, Oskar 1932
- Schmidt-Rottluff, Karl 1920, 1923
- Schreiner, C. M. 1922
- Schulze, Otto 1919
- Schwitters, Kurt 1917, 1918, 1924
- Slevogt, Max 1932, 1934
- Josef Eberz 1917
- .Steger, M 1922
- Thoms, Ernst 1926
- Steinitz, Käthe 1922
- Toulouse-Lautrec 1925
- Trübner, Wilhelm 1917
- van Gogh, Vincent 1928
- van Dongen, Kees 1922
- von Brockhusen, Theo 1918/1919
- von Jawlensky, Alekséi 1920, 1924
- von Seckendorff, Götz 1919
- Weisgerber, Albert 1917
- E.R. Weiß 1917
- Westermayr, Conrad 1920
- Wolke, Rudolf 1917
- Zille, Heinrich 1931
- Zimmermann – Heitmüller, Leni 1921/1922

### Exposiciones de 1948 a 1995
Las exposiciones de 1948 a 1995 han sido las siguientes:
- Emil Nolde 1948
- Pablo Picasso 1949, 1965, 1979, 1994
- Max Beckmann 1949
- Werner Gilles 1949
- Gerhard Marcks 1949
- Fernand Léger 1949
- Fritz Winter 1951
- Walter Gropius 1951
- Marino Marini 1952
- Werner Gilles 1952
- Alexander Camaro 1952
- Joan Miró 1952, 1958, 1990
- Ewald Mataré 1952
- Hans Uhlmann 1953
- Erich Heckel 1953
- Karl Hartung 1953
- Henry Moore 1953
- Eduard Bargheer 1953
- Emy Roeder 1953
- Fritz Grasshoff 1954
- Saul Steinberg 1954
- Hans Arp 1955
- André Masson 1955
- Marc Chagall 1955, 1985
- K.R.H. Sonderborg 1956
- Hans Hartung 1957
- Gustave Singier 1957
- Theo Eble 1958
- Maria Helena Vieira da Silva 1958
- Bruno Goller 1958
- Jean-Paul Riopelle 1958
- Julius Bissier 1958
- Alfred Manessier 1959
- Ben Nicholson 1959
- Woty Werner 1959
- Hann Trier 1959
- Kenneth Armitage 1960
- William Scott 1960
- Hans Reichel 1960
- Jean Dubuffet 1960
- Pierre Soulages 1961
- Etienne Hajdu 1961
- Joseph Fassbender 1961
- Emil Schumacher 1961
- Victor Pasmore 1962
- Edwin Scharff 1962
- Jean Bazaine 1963
- Zoltan Kemeny 1963
- Sam Francis 1963
- Serge Poliakoff 1963
- Kumi Sugai  1963
- Gregory Masurovsky 1963
- Victor Vasarely 1964
- Paul Jenkins  1964
- Heinz Battke 1964
- Hundertwasser 1964
- Richard Oelze 1964
- Alfred Kubin 1964
- Paul Eliasberg 1965
- Victor Brauner 1965
- Horst Janssen 1966
- Bernard Schultze 1966
- Mark Tobey 1966
- Alberto Giacometti 1966
- Konrad Klapheck 1966
- Wifredo Lam  1966
- Joannis Avramidis 1967
- Ben Nicholson 1967
- Pierre Roy 1967
- Hans Bellmer 1967
- Rupprecht Geiger 1967
- Auguste Herbin 1967
- Fritz Wotruba 1967
- Alan Davie 1968
- Lucio Fontana 1968
- Antonio Calderara 1968
- Roy Lichtenstein 1968
- Domenico Gnoli 1968
- Josef Albers 1968
- Max Bill 1968
- Almir Mavignier 1968
- René Magritte 1969
- Miguel Berrocal 1969
- Gotthard Graubner 1969
- Graham Sutherland 1970
- R. B. Kitaj 1970
- Jim Dine 1970
- Giorgio de Chirico 1970
- Pol Bury 1972
- Jean Tinguely 1972
- Günther Uecker 1972
- Marcello Morandini 1972
- Tomi Ungerer 1973
- Joseph Cornell 1973
- Alfred Jensen 1973
- Josef Albers 1973
- Horst Janssen 1973
- Jorge Castillo 1973
- George Rickey 1973
- Michelangelo Pistoletto 1974
- Gisela Andersch 1974
- Walter Dexel 1974
- Uwe Bremer 1974
- Alfred Hrdlicka 1974
- Dieter Roth 1974
- Roberto Matta 1974
- Peter Ackermann 1974
- André Thomkins 1974
- Eduardo Paolozzi 1975
- Bernhard Luginbühl 1975
- Saul Steinberg 1975
- Joseph Beuys 1976, 1990
- Cy Twombly 1976
- Claes Oldenburg 1976
- Wolf Vostell 1977
- Arnulf Rainer 1977
- Jochen Gerz 1978
- Rebecca Horn 1978, 1991
- Eva Hesse 1979
- Howard Kanovitz 1980
- Pierre Alechinsky 1980
- Larry Rivers 1981
- Raoul Hausmann 1981
- Mimmo Paladino 1981
- Andy Warhol 1981
- Egon Schiele 1982
- Mario Merz 1982
- Adolf Hölzel 1982
- Peter Blake 1983
- Markus Lüpertz 1983
- Hans Bellmer 1984
- Howard Hodgkin 1985
- Christian Ludwig Attersee 1985
- Tony Cragg 1986
- Benjamin Katz 1986
- Martin Disler 1987
- Fred Sandback 1987
- Georg Baselitz 1987
- George Grosz 1988
- Jakob Mattner 1988
- A. R. Penck 1988
- Sol LeWitt 1989
- John Baldessari 1989
- Astrid Klein 1989
- Bernhard Minetti 1989
- Richard Hamilton 1990
- Jannis Kounellis 1991
- Robert Wilson 1991
- Per Kirkeby 1992
- David Tremlett 1992
- Eugen Schönebeck 1992
- Thomas Huber 1993
- Richard Prince 1994

### Exposiciones desde 1997
Las exposiciones de 1997 han sido las siguientes:
- Rebecca Horn 1997
- Antoni Tàpies 1998
- Andy Warhol 2001
- Jonathan Meese 2002
- Thomas Ruff 2003
- Peter Doig 2004
- Peter Fischli y David Weiss 2004
- Miquel Barceló 2004
- Cindy Sherman 2004
- Santiago Sierra 2005, (Haus im Schlamm)
- Gilbert & George 2005
- Sarah Morris 2005
- Candida Höfer 2005
- Michel Majerus 2005
- Erik Bulatov 2006
- Thomas Hirschhorn 2006
- Bazon Brock 2006
- Chris Ofili 2006
- Barbara Kruger 2006
- Franz Ackermann 2006
- Wolfgang Tillmans 2007
- Raymond Pettibon 2007
- Bruce Nauman 2007
- Eric Fischl 2007
- Bettina Rheims 2007
- Araki Meets Hokusai 2008
- Helmut Lang 2008
- Jake y Dinos Chapman 2008
- David Salle 2009
- Michaël Borremans 2009
- Phoebe Washburn 2009
- Gert y Uwe Tobias 2009
- Elke Krystufek 2009
- Aaron Curry 2010
- Bethan Huws 2010
- Alicja Kwade 2010
- Larry Sultan 2010
- Olaf  Nicolai 2010
- Cecily Brown 2010
- Nathalie Djurberg 2010
- Michael Sailstorfer 2010
- Joachim Koester 2010
- Julian Göthe 2011
- David LaChapelle 2011
- André Butzer 2011
- Jos de Gruyter y Harald Thys 2011
- Daniel Richter 2011
- Alice Springs 2011
- Alex Katz 2011